# Drei von der Stempelstelle
Drei von der Stempelstelle ist eine deutsche Filmkomödie aus der Arbeitslosenwelt von Eugen Thiele mit Adolf Wohlbrück, Fritz Kampers und Paul Kemp in den Titelrollen.

## Handlung
Deutschland in der Spätphase der Weimarer Republik. Armut und soziales Elend sind allgegenwärtig, die Arbeitslosenschlangen lang. Wer nicht in Lohn und Brot steht, muss „stempeln gehen“, also sich arbeitslos melden, um nicht zu verhungern. Das Massenelend hat weite Kreise der deutschen Bevölkerung erfasst, so auch die beiden Kumpel Fritz und Arthur, die in einem winzigen Zimmerchen zur Untermiete bei der Witwe Gohlke, einer Wäscherin, und ihrer Tochter Else wohnen. Um irgendwie über die Runden zu kommen, begehen die beiden Männer kleine Gaunereien, illegale Geschäfte, mit denen sie ihre karge staatliche Stütze etwas aufbessern können. Der kräftig gebaute Fritz und der schmächtige Arthur sind beide in Else Gohlke verliebt, die sich ein geringes Einkommen als Näherin in einem Hutgeschäft verdient. Eines Tages verliert auch die junge Frau ihren Job und muss nun ebenfalls stempeln gehen.
Als Fritz und Arthur eines Tages den gutaussehenden Max Binder kennen lernen, gesellt sich ein Mann zu ihnen, dem es noch schlechter geht als ihnen. Trotz seines Aussehens, seiner tadellosen Manieren und einer guten Schulbildung steht auch er auf der Straße. Ohne Bleibe und ohne einen Pfennig im Portemonnaie kollabiert er buchstäblich von Arthur und Fritz aufgrund körperlicher Entkräftung. Die beiden Freunde schleppen den ausgezehrten Max zu Frau Gohlkes Armenpension und sorgen dafür, dass er erst einmal etwas zu essen und ein Dach über den Kopf bekommt. Prompt beginnt Max mit Else zu flirten, die dem verarmten Schönling durchaus zugetan ist. Desillusioniert und frustriert ziehen sich Arthur und Fritz daraufhin aus der Stadt zurück und gehen aufs Land. Sie haben gehört, dass sich dort einige andere Arbeitslose zusammengetan haben, um für sich „auf der grünen Wiese“ eine Art Armensiedlung aufzubauen.
Wenigstens für die Gohlke-Tochter zeichnet sich ein Silberstreif am Horizont ab. Ihre Arbeitslosigkeit ist nur von kurzer Dauer, denn Herr Kienast, der gleichfalls einen Modesalon betreibt, bietet Else, die er noch von früher kennt, einen Job an. Sie nimmt an, muss aber rasch feststellen, dass Herr Kienast als Gegenleistung gewisse erotische Gefälligkeiten erwartet. Als der Geschäftsinhaber erkennt, dass er mit seinen Nachstellungen nicht weiterkommt, wirft er Else kurzerhand wieder hinaus, sodass sie nun erneut ohne Arbeit und Einkünfte dasteht. Als Max davon erfährt, will er Kienast zur Rede stellen, woraufhin es zwischen beiden Männern zu Handgreiflichkeiten kommt. Als Kienast daniederliegt, wird er verhaftet. Nun muss auch er erkennen, dass die Stadt keine Lebensgrundlage mehr für ihn bietet. Er will mit Else nun ebenfalls aufs Land ziehen, zu Arthur und Fritz, um dort einen Neustart zu wagen.

## Produktionsnotizen
Drei von der Stempelstelle entstand im Dezember 1931/Januar 1932 in und um Berlin und gilt, in titelmäßiger Anlehnung an die Komödie Die Drei von der Tankstelle, als augenzwinkernde Antwort auf den enormen Kassenerfolg der Inszenierung (1930) des weitaus berühmteren Bruders Eugen Thieles, Wilhelm Thiele. Eine ernsthafte Auseinandersetzung mit den drängenden sozialen Problemen jener Jahre in Deutschland, wie etwa Slatan Dudows zeitgleich entstandener, eine sozialistische Botschaft formulierende Film Kuhle Wampe, bietet diese als leichtgewichtige Komödie angelegte Produktion hingegen nicht.
Die beiden Produzenten Paul Michael Bünger und Heinz Schall übernahmen auch die Produktionsleitung, die musikalische Leitung lag bei Felix Günther und Arne Kunth. Die Filmbauten schuf Heinrich C. Richter. Carl Erich Kroschke sorgte für den Ton.

## Kritik
Die Österreichische Film-Zeitung schrieb in ihrer Kurzbetrachtung: „… das Arbeitslosenproblem wird hier nicht in seiner düsteren Schwere aufgerollt; man könnte den Film eher ein Volksstück unserer Tage nennen, das dieses Problem mit liebenswürdigem Humor betrachtet.“